# Венера дель Пардо
Венера дель Пардо (итал. La Venere del Pardo) — картина Тициана, созданная во второй четверти XVI века для испанского короля Филиппа II. Картина написана масляными красками на холсте размером 196×385 см. Картина хранится в Лувре, Париж. Другое название: «Юпитер и Антиопа» (итал. Giove e Antiope).

## История
В 1550-е годы Тициан работает над серией полотен для испанского короля Филиппа II, который в этот период стал его главным покровителем. Сам художник обозначил жанр этих картин «Поэзия» (итал. Poesia), поскольку их сюжет был почерпнут из классических поэм, таких как «Метаморфозы» Овидия.
Большинство специалистов с некоторой долей уверенности относит к этой серии и «Венеру дель Пардо», полагая, что именно о ней написал художник в своём письме 1552 года как о «пейзаже». Вероятно, произведение было отправлено заказчику в том же году. Первое достоверное упоминание картины относится к 1582 году, когда полотно уже находилось в Эль-Пардо, загородной королевской резиденции недалеко от Мадрида, по имени которой картина в XVII веке получила свое условное название. В 1623 году Филипп IV подарил её принцу Уэльскому, будущему английскому королю Карлу I. После казни последнего картина попадает в коллекцию Эверхарда Жабаха, от него в собрание кардинала Мазарини, а затем Людовика XIV. В 1793 году королевская коллекция была национализирована, и теперь полотно хранится в Лувре.
Картина стала самым большим по размеру полотном Тициана мифологического жанра. За время путешествий по Европе оно сильно пострадала и многократно подвергалось агрессивным подновлениям и реставрациям, начиная уже с XVII века. Поскольку и сам Тициан в ходе своей работы постоянно вносил существенные изменения в композицию, реставраторы не всегда могли отличить изменения, внесённые самим художником, от последующих неквалифицированных вмешательств. Это привело к значительным потерям, и теперь специалистам для восстановления оригинального облика картина приходится обращаться к многочисленным гравюрам и копиям, созданным за четыреста лет.

## Сюжет и художественные особенности картины
Специалисты не пришли к единому мнению относительно сюжета картины. Сам Тициан описывал её как просто"пейзаж" или как «обнаженную женщину с пейзажем и сатиром». Отсутствие упоминания какого-то конкретного мифа породило предположение о том, что это не иллюстрация к какой-то конкретной легенде, а просто аркадский пейзаж с фигурами людей, нимф и сатиров. Историки искусства сомневаются в том, что картины с таким неопределенным сюжетом были востребованы в XVI веке. С другой стороны, молодой Тициан картины такого типа уже создавал, например «Поклонение Венере» и «Вакханалия».
Согласно другой гипотезе, картина иллюстрирует легенду о Юпитере и Антиопе. Этот сюжет вскользь упомянут в «Метаморфозах» (Книга VI, строки 110-11), но и из других источников был известен миф о том, как Юпитер овладел прекрасной Антиопой, приняв обличье сатира. Но это никак не объясняет присутствия других персонажей: охотников с собаками, загнавшими оленя, и второй женщины, сидящей на поляне рядом со вторым сатиром.
По предположению Эрвина Панофского картина создавалась на протяжении нескольких десятилетий в три этапа: начата около 1515 года, затем работа была возобновлена около 1540 года и закончена уже в 1560-годы до 1567 года, когда была отослана Филиппу. От первоначальной композиции картины сохранилась центральная фигура обнажённой женщины, скорее напоминающая «Спящую Венеру» из Дрезденской галереи (1508—1510), чем подобные фигуры созданные позже («Венера Урбинская», 1538 г.). В дальнейшем художник существенно менял и дополнял композицию. Ему даже пришлось надставить холст слева полосой шириной 60 см. Сидящие фигуры слева стилистически напоминают произведения, созданные в 1520-х годах для Альфонсо д’Эсте. Вероятно, после того, как Филипп в 1551 году заказал Тициану серию «поэзий», художник, чтобы поскорее послать хоть что-то державному патрону, решил доработать громадное полотно, хранившееся в его мастерской уже много лет. Он добавил охотников и дерево с Купидоном, разделившее композицию примерно пополам. Также он внёс некоторые изменения в пейзаж и отдельные детали, например, он скрыл венок из виноградных лоз на голове сидящего сатира, который вновь появился после реставрации XVII века.